# كلوديا فرنانديز
كلوديا فرنانديز (بالإسبانية: Claudia Fernández) هي عارضة وممثلة أوروغوانية، ولدت في 22 يونيو 1976 بمونتفيدو في الأوروغواي.

## وصلات خارجية
- كلوديا فرنانديز على موقع IMDb (الإنجليزية)
- كلوديا فرنانديز على موقع قاعدة بيانات الفيلم (الإنجليزية)